# Zbigniew Cichoń
Zbigniew Jan Cichoń (ur. 21 grudnia 1952 w Częstochowie) – polski prawnik i polityk, adwokat, były członek Trybunału Stanu, senator VII i IX kadencji.

## Życiorys

### Wykształcenie i praca zawodowa
W 1976 ukończył studia prawnicze na Wydziale Prawa i Administracji Uniwersytetu Jagiellońskiego w Krakowie. Następnie został zatrudniony na tej uczelni jako wykładowca. Ze stanowiska tego został usunięty z uwagi na działalność w działalność duszpasterstwie akademickim. Odbył aplikację sądową, radcowską i adwokacką. Do 1993 pracował jako adwokat w Zespole Adwokackim nr 1 w Krakowie, następnie rozpoczął prowadzenie własnej kancelarii. W 1996 został wiceprzewodniczącym Komisji Praw Człowieka przy Naczelnej Radzie Adwokackiej.
W 2003 został prezesem Stowarzyszenia Rodzin Katolickich w archidiecezji krakowskiej. Objął funkcję wiceprzewodniczącego Katolickiego Stowarzyszenia Prawników. Publikował m.in. w „Palestrze”, „Źródle” i „Rzeczpospolitej”.

### Działalność polityczna
Od 1980 działał w NSZZ „Solidarność”. W okresie stanu wojennego był obrońcą w procesach politycznych. W latach 1990–1994 zasiadał z ramienia Komitetu Obywatelskiego w radzie miejskiej Wieliczki, wchodził w skład zarządu miasta i gminy. Od 1997 do 2001 i od 2005 do 2007 był członkiem Trybunału Stanu. Bez powodzenia kandydował do Sejmu z listy Akcji Wyborczej Solidarność w wyborach parlamentarnych w 1997.
W wyborach parlamentarnych w 2007 został wybrany na senatora jako bezpartyjny kandydat z ramienia Prawa i Sprawiedliwości w okręgu krakowskim, otrzymując 252 708 głosów. W wyborach w 2011 był ponownie kandydatem PiS do Senatu (w nowo utworzonym okręgu nr 33), nie uzyskał reelekcji. W 2014 z listy PiS kandydował bezskutecznie do sejmiku małopolskiego.
W 2015 został ponownie wybrany do Senatu, kandydując z rekomendacji Prawa i Sprawiedliwości w okręgu nr 34. Nie kandydował w kolejnych wyborach w 2019. Wystartował natomiast do wyższej izby polskiego parlamentu w wyborach w 2023 (w okręgu nr 32).

## Odznaczenia i wyróżnienia
Został odznaczony Krzyżem Oficerskim Orderu Odrodzenia Polski (2023). W 2013 otrzymał Nagrodę im. Sługi Bożego Jerzego Ciesielskiego – Ojca Rodziny.

## Życie prywatne
Żonaty z Bogusławą Stanowską-Cichoń, autorką filmów dokumentalnych. Mają dwoje dzieci.